# Summa theologica
Summa theologica ali Summa theologiae, dobesedno Vsota teologije, v literaturi 19. stoletja včasih imenovana tudi Kazen božjega znanja, je naslov velikega dela Tomaža Akvinskega, napisanega  med letoma 1265 ali 1266 in 1273. Pri pisanju je sodeloval sv. Albert Veliki (Albertus Magnus).

## Uvod
Tomaž Akvinski v uvodu navaja, da delo ni namenjeno teologom, ampak začetnikom. Besedilo je zato preprosto in jasno in razdeljeno na člene, vprašanja in odgovore. 

## Metoda
Summa v razpravah o posameznih vprašanjih uporablja naslednjo metodo:  
- najprej našteje argumente, ki se običajno nanašajo na odprto vprašanje;
- sledijo protiargumenti;
- tem sledi Tomažev povzetek in razlaga (respondeo);
- na koncu so komentarji na argumente (ad argumentum).

## Struktura
Tomaževo delo se šteje za odlično filozofsko in teološko razpravo. Summa theologiae je razdeljena na tri dele, pri čemer je drugi del razdeljen na še dva dela. Tretji del je ostal nedokončan in so ga z dodatki (supplementum) dopolnili Tomaževi učenci. 
Vsi trije  deli so razdeljeni na vprašanja (quaestiones), ta pa na člene (articuli). Pri sklicevanju na posamezna mesta je navedena številka dela, vprašanja in člena, običajno dopolnjena z delom utemeljitve. 
Summa se ukvarja s filozofskimi in teološkimi raziskavami o Bogu, moralni teologiji in zakramentih. Tomaževe avtoritete so  Sveto pismo, liturgična besedila, cerkveni očetje in filozofi, zlasti Aristotel. 

## Vsebina

### Pars prima
Prvo vprašanje Prvega dela pojasni, da je teologija znanost, pojasnjuje njene metode in ji daje prednostno mesto med drugimi znanostmi. Glavna tema Prvega dela je filozofsko-teološki nauk o Bogu, njegovem obstoju in bistvu ter o Sveti Trojici. Bog je sam po sebi osnovno bitje, druga bitja le sodelujejo pri njegovem obstoju. Bog je torej prvotni vzrok, vir in prototip vseh bitij. Klasični dokazi o obstoju Boga so del razprave. 

### Pars secunda
Drugi del Summae obravnava namen človeškega življenja, človeško delovanje, vrline in zakone etike.

## Pomen dela
Summa theologica je teološko delo, ki po vsebini in strukturi ustreza krščanskemu razodetju, ga analizira, razlaga in išče njegove posledice. Za razlago teološkega nauka Tomaž pogosto uporablja filozofske poglede in argumente, zato je Summa tudi temeljni filozofski pregled, zlasti v zadevah metafizike, antropologije in etike. V mnogih pogledih je pionirsko delo, ki je močno vplivalo na sodobno in kasnejšo filozofijo in teologijo.

## Sklic
1. ↑  Fuchs  E. Co dělá naše jednání dobrým, str. 132.